# Opisthacantha harnata
Opisthacantha harnata är en stekelart som beskrevs av Mikhail Vasilievich Kozlov och Lê 2000. Opisthacantha harnata ingår i släktet Opisthacantha och familjen Scelionidae. Inga underarter finns listade i Catalogue of Life.